# Мечисловас Рейніс
Мечисловас Рейніс (лит. Mečislovas Reinys; 5 лютого 1884, Село Мадагаскарас, зараз Дайгайлейська волость, Зарасайський район, Утенський повіт, Литва — 8 листопада 1953, Володимир, зараз Росія) — римсько-католицький єпископ, литовський державний і релігійний діяч, вчений-психолог.

## Освіту
У 1900 закінчив з відзнакою гімназію в Ризі, в 1905 — католицьку Віленський духовну семінарію, католицьку Імператорську Петербурзьку духовну академію. Доктор теології (1909), майстер філософії (1912, тема дисертації: "Моральні принципи Володимира Соловйова "). Також вивчав фізику, хімію, геологію, мінералогію, біологію, анатомію, фізіологію, політичну економію. У 1912–1913 удосконалювався в Лювенському і Страсбурзькому університеті. Володів дев'ятьма іноземними мовами.

## Священик
Висвячений на священика в 1907 . Під час Першої світової війни (з 1915) був воєнним капеланом в лікарні. Викладав в Віленській гімназії. З 1916 професор Віленської духовної семінарії . У 1919 вперше заарештований більшовицькими військами. У 1922 після заняття Вільно польськими військами виїхав до Литви. З 1922 професор Литовського університету в Каунасі (з 1930 Університет Вітаутаса Великого), керував кафедрою теоретичної і експериментальної психології. Один із засновників Литовської академії наук і мистецтв.
З 1923 — прелат. У 1925—1926 міністр закордонних справ Литви як представник християнсько-демократичної партії. Підписав конкордат Литви з Ватиканом, безпосереднім результатом якого було заснування Каунаської митрополії.

## Єпископ
Від 5 квітня 1926 - титулярний єпископ Тидитаський, коад'ютор єпископа Вілкавішкіського . Докладав зусиль, але невдало, до відкриття католицького університету в країні. Автор статей з питань психології, етики, богослов'я, педагогіки. У 1939 опублікував монографію «Проблеми расизму».  За словами професора Они Вавяриєне    , В цій роботі єпископ Рейніс 
 глибоко досліджував суть ідеології фашизму і комунізму, а також расизм, всі форми його проявів і встановив, що ці ідеології є рівноцінними тоталітарними ідеологіями. Всі вони нелюди. У своїй книзі вчений закликав боротися з обома ідеологіями, оскільки обидві вони отруюють свідомість людей, на додаток до цього, комуністична ідеологія своїми атеїстичними ідеями віднімає у людини його душу і все його гуманістичні духовні цінності. Крім того, комуністи фальсифікують науку, вони знищили державність, в статус правителів держави висунули комуністичну партію, всі справи держави підпорядковують інтересам цієї партії, ігнорують Конституцію, кажуть неправду, на рівень державності висунули лицемірство. 
 У липні 1940 , після перенесення в Вільнюс столиці Литовської Республіки, єпископ Рейніс був призначений помічником архієпископа Віленського Ялбжиковського в сані титулярного архієпископа Ципселенського. У червні 1942 , після депортації архієпископа, він став главою єпархії на посаді апостольського адміністратора Могильова і Мінська . 22 серпня 1942 році він повідомляв в Рим про арешт п'ятдесяти священиків; шестеро були засуджені до смерті. Єпископ Рейніс зумів домогтися відкриття закритої німецькими властями Вільнюської духовної семінарії (в лютому 1945 вона була знову закрита, на цей раз органами радянської влади). 
12 червня 1947 року був заарештований «за зв'язок з антирадянським націоналістичним підпіллям», засуджений до тривалого терміну ув'язнення, яке відбував у Володимирській тюрмі, де і помер. Відмовився від співпраці з КДБ, незважаючи на пропозиції звільнити з в'язниць і таборів його родичів. В церкві міста Володимира є пам'ятна табличка з іменами репресованих священиків, на якій значиться й ім'я єпископа Рейніса.

## Пам'ять
У 1990-і почався збір інформації для подальшої канонізації архієпископа Рейніса разом з Теафілюсом Матуленісам і Вінсентом Борисевичем. У 1993 на Горі Хрестів Папа Іоанн Павло II згадав їх трьох у своїй промові.